# RTP Internacional
RTP Internacional (auch RTPi)  ist ein antennengebundener Fernsehkanal für weltweit ausgestrahlte portugiesischsprachige Programme, der im Besitz des portugiesischen Telekommunikationsunternehmens RTP (Rádio e Televisão de Portugal) ist. Das Programm stammt von öffentlichen und privaten Fernsehsendern in Portugal.

Erstes Logo der RTPi

RTPi sendet neben Nachrichten auch Telenovelas, Spielfilme, Serien, Dokumentationen und Unterhaltungsshows, und überträgt Fußballspiele der Portugiesischen Fußballliga und der Portugiesischen Fußballnationalmannschaft.
Er ging 1992 am Portugal-Tag (10. Juni) auf Sendung und sollte insbesondere für die 4,5 Millionen Auslandsportugiesen in aller Welt eine Nachrichtenquelle und Verbindungslinie zu Portugal bieten.